# سیارک ۱۳۰۶۳
سیارک ۱۳۰۶۳ (به انگلیسی: 13063 Purifoy، نامگذاری:1991LB) سیزده هزار و شصت و سومین سیارک کشف شده‌است که در ۵ ژوئن ۱۹۹۱ کشف شد.